# Antonio Veneziani
Antonio Veneziani (Lugagnano Val d'Arda, 1949) è un poeta, scrittore, curatore editoriale e drammaturgo italiano.
Piacentino di nascita ma romano d'adozione, è tra gli autori della cosiddetta "scuola romana", che va da Pier Paolo Pasolini a Dario Bellezza, da Amelia Rosselli a Renzo Paris. Oltre che poeta, saggista, traduttore, Veneziani ha dato vita a svariate iniziative culturali.

## Biografia
Scrive la sua prima raccolta di poesie a quindici anni e la pubblica sotto pseudonimo. Nella sua opera, anche saggistica, figurano in primo piano le problematiche correlate all'omosessualità e alla tossicodipendenza. 
Ha svolto una intensa attività culturale: negli anni ottanta ha fondato e diretto la rivista di poesia Futilità. Ne sono usciti sette numeri ciascuno di settanta copie. Ha scritto per vari cataloghi d'arte ed ha curato gli aforismi del pittore Luigi Montanarini (L'arte non conosce scorciatoie, Edizioni Il Segnale, Roma, 1994) e una intervista a Massimiliano Frumenti (Colloquid'arte: Massimiliano Frumenti, Ianuarte, Roma, 2005).
Dal 2001 al 2008 ha curato "Il Lunario di Poesia" per le Edizioni del Giano
Dal 2009 è uno dei co-direttori della rivista sul frammento Ciclostile
Ha collaborato e collabora a diversi settimanali, tra cui Left - Avvenimenti e Rinascita; e a diversi quotidiani tra i quali Il Riformista, Il manifesto e Liberazione (quotidiano). Storica, la sua rubrica di poesie sul bimestrale di erotismo Blue.
Il suo libro di poesie "Torbida innocenza" ha vinto il premio Sandro Penna nel 1988. Nel 2014 riceve a Celano (Aq) il Premio Letterario Vittoriano Esposito alla Carriera.
Nel 2016 lascia la sua amata-odiata Roma per trasferirsi a Sezze.

## Opere

### Poesia
- Brown sugar. Poesie sull'eroina (prefazione di Dario Bellezza) Quaderni di Barbablù, Siena, 1979; riedito da Castelvecchi, Roma, 1998; poi da Hacca, Matelica, 2018.
- Torbida innocenza, Quaderni di Barbablù, Siena, 1984; poi da Atelier Angelus Novus Edizioni, Roma, 1986.
- Nuvole ferite (con foto di Dino Ignani), Stampa alternativa, Roma, 1991.
- Shalom (prefazione di Elio Fiore), Edizioni Il Segnale, Roma, 1994.
- Poesie dell'oblio, Edizioni Odé, Roma, 200?
- Vespasiani (con foto di Riccardo Bergamini), Edizioni del Giano, Roma, 2003.
- D'amore e di libertà (con appunti coreografici di Maria Concetta Borgese), Diamond Editrice, 2011.
- Tatuaggio profondo, Elliot, 2014.
- Piccolo poema di amor circense (con 8 tavole di Agostino Raff e una nota di Ugo Magnanti), FusibiliaLibri, Anzio, 2019.
- Brown sugar. Strade di polvere. Poesie sull'eroina (con note di Nicola Lagioia, Dario Bellezza, Renzo Paris, e un'intervista di Gabriele Galloni), Hacca, Matelica, 2020.
- Canzonette stradaiole, Hacca, Matelica, 2022.
- Doppiofondo della notte, plaquette da una poesia, con una foto di Chiara Burzigotti e un aforisma critico di Ugo Magnanti, FusibiliaLibri, Anzio, 2022.
- Talismani, Via Ozanam poesia/chakra, Roma, 2023.
- Piedi nudi e parole crude, (con appunti coreografici di Maria Concetta Borgese), Edizioni Medart, Roma, 2024.
- Tornare con le lucertole. Istruzioni per l’uso. Frammenti di testi e collage (con Ugo Magnanti), edizione allestita a mano di 30 esemplari numerati e firmati dagli autori, FusibiliaLibri, Anzio, 2024.

### Prosa
- Fototessere del delirio urbano, Edizioni C.I.D.S, Roma, 1982; riedito da Edizioni Il Segnale, Roma, 1992 e da Hacca, Matelica, 2009.
- Sudore e asfalto, Millelire - Stampa alternativa, Roma, 1995
- Cronista della solitudine, Hacca, Matelica, 2007
- Santi subito, con illustrazioni di Emanuele Del Vescovo, Simone Lucciola, Pietro Contento, Francesco La Penna, introduzione di Luigi Mantuano, fve editori, Milano, 2022.

### Inchieste
- Una questione diversa (con Riccardo Reim), Lerici, Cosenza-Roma, 1978
- Pratiche innominabili (con Riccardo Reim e Laura Di Nola), introduzione di Alberto Moravia, Mazzotta, Milano, 1979
- I mignotti (con Riccardo Reim), Castelvecchi, Roma, 1997; riedito da Mare Nero, Roma, 2002
- Pornocuore (con Riccardo Reim), Castelvecchi, Roma, 1999; riedito da Coniglio Editore, Roma, 2005 con un'intervista a Alberto Moravia.

- La gaia vecchiaia, Coniglio Editore, Roma, 2006

- Non basta una parrucca. Storie di transessualismo dal maschile al femminile, Fandango Libri, Roma, 2021.

### Saggistica
- Addio amori, addio cuori. Omaggio a Dario Bellezza, Fermenti, Roma, 1996
- Mario Mieli - Oro, eros e armonia, (a cura di A.V. con Gianpaolo Silvestri), Edizioni Croce, Roma, 2002

### Curatela di antologie
- Dal fondo (con Carlo Bordini, Ivana Nigris ed Enza Troianelli), Savelli, Roma, 1978; riedito da Avagliano, Roma, 2007
- Specchio mio bello specchio (con Riccardo Reim e Laura Di Nola), Lerici, Cosenza-Roma, 1979
- L'amicizia amorosa (con Renzo Paris), Gammalibri, Milano, 1982
- L'altra faccia della poesia italiana (con Riccardo Reim), Erotica Savelli, Roma, 1982
- Ragazzi al bar, Enola, Roma, 2000
- Peccati Veniali, Coniglio Editore, Roma, 2004
- La manutenzione della carne, Coniglio Editore, Roma, 2006
- 100 poesie d'amore e di passione, Coniglio Editore, Roma, 2007
- 100 poesie di odio e di invettive, Coniglio Editore, Roma, 2008
- Buon Natale e felice anno nuovo, Castelvecchi Editore, 2012
- Sorridi siamo a Roma, Ponte Sisto, 2016

### Traduzioni
- Ricette e regali per amici (di Marco Valerio Marziale), Edizioni Il Segnale, Roma, 1995
- Il deserto del nulla (di Omar Kayam), Edizioni Il Segnale, Roma, 1991
- L'ospite di Dracula (di Bram Stoker), Lerici, Cosenza-1983

### Testi teatrali, teatro-danza e sceneggiature per il cinema
- Clodia Fragmenta (con Franco Bròcani e Riccardo Reim), regia di Franco Bròcani 1981
- I mignotti (con Riccardo Reim) 1997, liberamente tratto dall'omonimo volume edito da Castelvecchi, Roma, 1997; poi riedito da Mare Nero, Roma, 2003
- Mostri a due sessi (con Dario Bellezza), Il Segnale, Roma, 1997
- Cuoricini (con Riccardo Reim) 1999, liberamente tratto da Pornocuore (con Riccardo Reim), Castelvecchi, Roma, 1999 e riedito da Coniglio Editore, Roma, 2005, con un'intervista a Alberto Moravia.
- D'amore e di libertà, coreografia e interpretazione di Maria Concetta Borgese, produzione Gruppo E-Motion (compagnia Mic), 2018
- Piedi nudi e parole crude, coreografia e interpretazione di Maria Concetta Borgese, produzione Gruppo E-Motion (compagnia Mic), 2024
- La philosophie dans le boudoir, per la regia di Tinto Brass. Film mai girato.

### Principali pubblicazioni nelle quali Antonio Veneziani è stato antologizzato
- Antologia della poesia satirica italiana, a cura di Tommaso Di Francesco, Savelli, Roma, 1980
- Poeti, folla e follia, a cura di Angelo De Florio, Edizioni del Sud, Bari, 1981; riedito con il titolo La congiura dei poeti, Edizioni Croce, Roma, 2005 con il patrocinio del ministero dei beni culturali
- L'io che brucia - la scuola romana di poesia, a cura di Renzo Paris, Lerici, Cosenza-Roma, 1983
- Avventure dell'Eros - racconti di omosessualità maschile, a cura di Francesco Gnerre, Gammalibri, Milano, 1984
- La pratica del desiderio - giovani poeti degli anni ottanta, a cura di Isabella Vincentini, Salvatore Sciascia Editore, Caltanissetta-Palermo, 1986
- Drailles - Cette Italie, a cura di Pascale Budillo, Drailles Expressions Contemporaines, Parigi, 1988
- L'orrore della guerra, a cura di Fabio Giovannini e Antonio Tentori, Datanews, Roma, 2003
- Dodici, a cura di Antonio Porta, Edizioni del Giano, Roma, 2004
- Renault4 - scrittori a Roma prima della morte di Moro, a cura di Carlo Bordini e Andrea Di Consoli Avagliano Editore, Roma, 2007

### Operazioni culturali
- Tracce ovvero i misteri dell'arte, mostra con catalogo e regia di Francesco Italiani, Atelier Angelus Novus Edizioni, Roma, 1986
- Angeli in polvere, Atelier Angelus Novus Edizioni, Roma, 1990 con interventi di Mario Perniola, William Burroghs, Italo Moscato, Aldo Romelli e disco degli Engel der Vernichtung con esperimenti di poesia sonora di dieci poeti fra cui Bellezza, Magrelli, Sicari e Lolini. L'iniziativa comprendeva una performance con danze, balli e musiche.
- Elzeviri Poetici, Il pavone editore, Roma, 1987; catalogo della mostra di Francesco Italiani con libro
- Autoriflettente, Salone Prive arti visive, Roma, 2001; catalogo della mostra con una lettera in sette movimenti di Antonio Veneziani e quattro poesie e un'autoriflessione di Agostino Raff.
- Il resto è poesia, Lettere e Café Libri, Roma, 2005; piccoli volumi antologici da dare come resto a un euro.
- Necrostar, Ianuarte, Roma, 2005, catalogo della mostra di Stefano di Nottia con interventi di alcuni scrittori